# غسان الشربي
غسان عبد الله الشربي هو مواطن سعودي كان معتقلًا خارج نطاق القضاء في معتقلات خليج غوانتانامو الأمريكية في كوبا رقم الاعتقال المتسلسل الخاص به هو 682. ولد غسان في 28 ديسمبر 1974 في جدة بالسعودية، وتخرج من جامعة إمبري ريدل للطيران في بريسكوت بأريزونا مع شهادة في الهندسة الكهربائية.
ألقي القبض عليه في فيصل آباد في باكستان في مارس 2002، ونُقِلَ إلى معتقل غوانتانامو في وقت لاحق من ذلك العام، وفي عام 2006 أخبر الشربي لجنة عسكرية أنه كان عضوًا في تنظيم القاعدة وفخورًا بتصرفاته ضد الولايات المتحدة، ولكن أُسقِطَت تهمة ارتكاب جرائم حرب خطيرة عنه في أكتوبر 2008، حيث تبين أنها استندت إلى أدلة تم الحصول عليها من خلال تعذيب أبي زبيدة. وقضى في سجن حوالي 22 عام حتى أفرج عنه في مارس 2023.

## حياته واعتقاله
ولد غسان الشربي عام 1974 في جدة بالمملكة العربية السعودية. تم إرساله إلى الولايات المتحدة للالتحاق بالمدرسة الثانوية وذهب لدراسة الهندسة الكهربائية في جامعة إمبري ريدل للطيران في أريزونا.
غادر الشربي الولايات المتحدة إلى أفغانستان في عام 2000، تاركا زوجته وابنته وراءه. واعتُقل في مارس 2002 من قبل القوات الباكستانية خلال غارة على فيصل آباد بباكستان، وتم احتجازه في إسلام أباد لمدة شهرين قبل تسليمه لقوات الولايات المتحدة.
ثم نُقِلَ إلى قاعدة بغرام الجوية للاستجواب في يونيو 2002، وسُجِّل كسجين رقم 237. وعرض غسان أسماء وعناوين وأرقام هواتف العديد من زملائه في الدراسة والأساتذة وأصحاب الأملاك الأمريكيين الذين قال إنهم سيشهدون بأنه لم يرتكب أي خطأ في حياته، لكنه قال أيضًا إنه سعيد برؤية حركة طالبان وهي تحكم أفغانستان، وأن الحركة أحدثت انخفاضًا كبيرًا في معدلات الجريمة وزيادة في المدارس الجديدة التي بنيت في ظل حكومتهم.
سأل الشربي رئيس قسم الاستجواب عما إذا كان قد قرأ أي شيء من تأليف توماس إدوارد لورنس، أو كتاب من بيروت إلى القدس، وعندما قال المحقق أنه تخرج من جامعة فوردهام، قال الشربي أنها «جامعة من الدرجة الثالثة».

## نقله إلى غوانتانامو
في عام 2002 نُقل الشربي إلى معتقل خليج غوانتانامو الأمريكي في كوبا،
وفي 7 نوفمبر 2005 اتهمت الولايات المتحدة الشربي وأربعة محتجزين آخرين بارتكاب جرائم حرب، وكان من المتوقع أن يواجهوا محاكمة أمام لجنة عسكرية، وواجه الشربي وجبران سعيد بن القحطاني وبنيام أحمد محمد وسفيان برهومي اتهامات بأنهم جزءًا من خلية لصنع القنابل تابعة للقاعدة، وواجه عمر خضر تهمتي القتل والتآمر للقتل.
وفي 27 أبريل 2006 أقر الشربي بالانتماء إلى تنظيم القاعدة أمام لجنة عسكرية، وزُعم أنه كان جزءًا من خلية لصنع القنابل.
وفي 29 مايو 2008 وُجهت إلى كل من غسان عبد الله الشربي وسفيان برهومي وجبران القثاني تهم منفصلة أمام اللجان العسكرية.
وفي 21 أكتوبر 2008 أعلنت سوزان كروفورد المسؤولة عن مكتب اللجان العسكرية أن التهم أسقطت ضد الشربي وأربعة معتقلين آخرين هم: جبران القحطاني وسفيان برهومي وبنيام محمد ونور عثمان محمد، ذكرت صحيفة لوس أنجلوس تايمز أن المعتقلين الخمسة كانوا يُعتقد أنهم على صلة بأبي زبيدة وفقًا لشهادة أبي زبيدة، وقد أقرت وكالة المخابرات المركزية الأمريكية أن أبا زبيدة هو واحد من ثلاثة معتقلين ذوي قيمة عالية تم استجوابهم بطريقة «الإيهام بالغرق»، والتي تُعتبر شكلاً من أشكال التعذيب، ولا يمكن استخدام شهادة أبي زبيدة تحت التعذيب كدليل في المحكمة ضد المشتبه بهم الآخرين.
وفي 7 أغطس 2008 قالت واشنطن بوست أن حراس المعتقل يقومون بنقل المعتقلين من مكان لمكان كل حين لحرمانهم من النوم بما فيهم غسان الشربي.

## الإفراج عنه
أعلنت وزارة الدفاع الأمريكية يوم الأربعاء 8 مارس 2023 الإفراج عن المهندس السعودي غسان الشربي وترحيله إلى الرياض بعد قضائه 21 عاماً في معتقل غوانتانامو بشبه تورطه في أحداث 11 سبتمبر من دون أن توجه له أي تهمة ذلك بعد أن أعتبرته حكومة الولايات المتحدة أنه "لم يعد يشكل تهديداً لأمنها القومي". وقد يكون بعد الاعتقال فاقداً لقواه الجسدية والعقلية.
وصرحت لجنة مجلس المراجعة الدورية وهي تتكون من مسؤول مهني كبير واحد على الأقل من كل من وزارة الدفاع والأمن الداخلي والعدل، إلى جانب هيئة الأركان المشتركة ومكتب مديرالاستخبارت المركزية، بإن غسان الشربي مؤهل للانضمام إلى البرنامج الذي تديره السعودية لإعادة تأهيل الجهاديين.
كان الشربي موضع شبهة لأنّه درس الهندسة في جامعة امبري ريدل للطيران بولاية أريزونا كما حضر صفوفاً لتعليم الطيران مع اثنين من عناصر تنظيم القاعدة الذين خطفوا الطائرات التي استخدمت في تنفيذ هجمات 11 سبتمر، وكان البنتاغون يعتزم توجيه اتّهامات إليه لكنّه عدل عن هذا الأمر في 2008 وأبقى على الشربي معتقلاً في سجن غوانتانامو.